# Estadio Olímpico de Montreal
El Estadio Olímpico de Montreal (en francés: Stade Olympique de Montréal, en inglés: Montreal's Olympic Stadium) es un estadio multiusos localizado en la ciudad de Montreal, en la provincia de Quebec, Canadá. Su dirección es avenida Pierre de Coubertin Nº 4549, en la ciudad de Montreal. Fue construido para ser el escenario principal de los Juegos Olímpicos de 1976. 
Consecuentemente se volvió el hogar de los equipos profesionales de béisbol y fútbol canadiense de Montreal. Desde que los Montreal Expos se mudaron a Washington D. C. en 2004, el estadio no ha tenido un propietario principal, y con un amplio historial de problemas financieros y estructurales, en ocasiones es visto como un elefante blanco.

## Historia

### Antecedentes
El estadio fue diseñado por el arquitecto francés Roger Taillibert de estilo neofuturista como una instalación muy elaborada con techo replegable, el cual sería abierto y cerrado por una enorme torre de 175 metros —la estructura inclinada más alta del mundo—, 6 metros mayor que el Monumento a Washington, y el sexto edificio más alto de Montreal. Su diseño recuerda a la usada por el pabellón de Australia durante la Exposición Universal de Osaka, Japón, en el año 1970.
La piscina olímpica se localiza debajo de esta torre. Un velódromo olímpico (más tarde convertido en el Jardín Botánico de Montreal) fue colocado en la base de la torre en un edificio de diseño similar al de la piscina. El edificio fue construido para ser el principal estadio para los Juegos Olímpicos de verano de 1976. Este recinto fue la sede de varios eventos, entre ellos: las ceremonias de apertura y clausura, finales de atletismo y fútbol, y algunos eventos ecuestres.

### Construcción
Mientras la construcción del estadio estaba en proceso, una huelga laboral originó un retraso mayor en la construcción de la torre. El techo permaneció guardado en un almacén en Francia hasta 1982. No fue sino hasta 1987, más de una década después de los Juegos Olímpicos, que tanto la torre como el techo fueron completados, terminando oficialmente la construcción del estadio como fue diseñado originalmente.

### Inauguración
Con una capacidad de 58 500 espectadores en esa época, el estadio no fue completado a tiempo para los juegos debido a huelgas de los trabajadores de la construcción, dejándolo sin torre y techo para la inauguración y por muchos años más. Tanto la torre como el techo, fabricado con más de 5575 m² de kevlar, no fueron terminados antes de una década, y no fue posible replegar el techo hasta 1988. Este techo de 65 toneladas resultó ser difícil de replegar, y no podía ser operado en presencia de vientos con velocidades superiores a 25 mph.

### Financiamiento

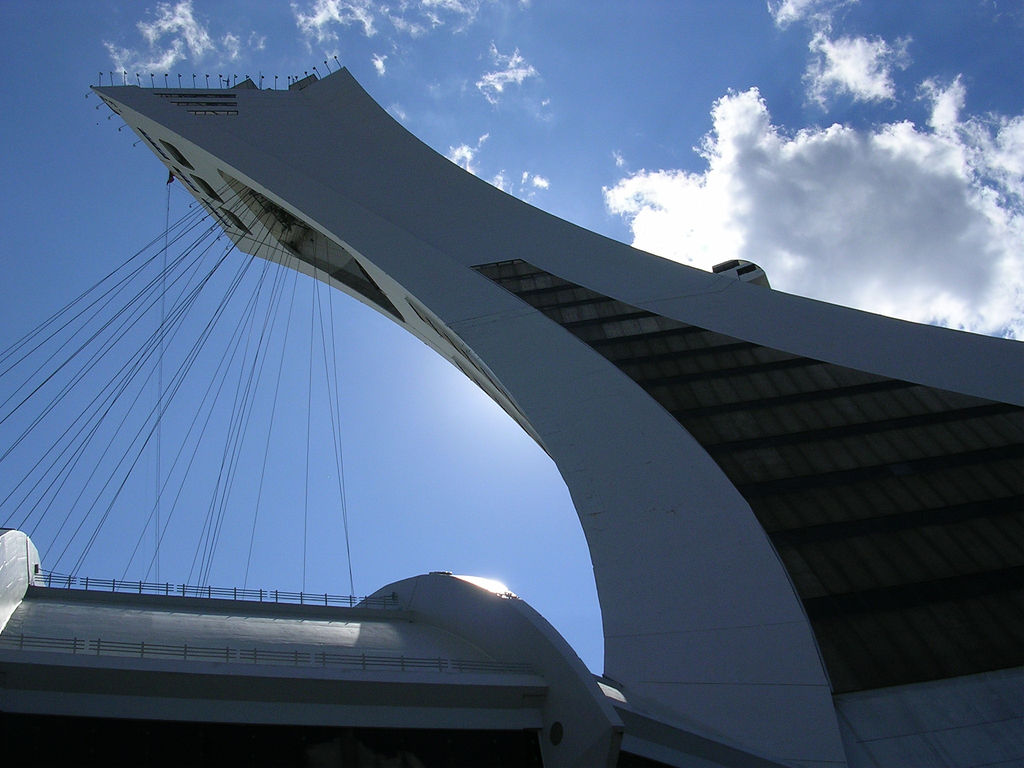
La Torre Montreal (Montreal Tower), el edificio inclinado más alto del mundo.

A pesar de algunas proyecciones en 1970 en las cuales se preveía que la construcción del estadio costaría solo 134 millones de dólares canadienses, las huelgas y retrasos durante la construcción hicieron que aumentaran los costos. Para cuando el estadio fue inaugurado (en su forma incompleta) el costo total había ascendido a 264 millones C$.
El gobierno de Quebec introdujo un impuesto especial sobre el tabaco en mayo de 1976 para ayudar a recuperar la inversión. El acta de este impuesto especial sobre el tabaco estipulaba que una vez que se hubiera recuperado el dinero invertido en el estadio, las instalaciones serían nuevamente propiedad de la Ciudad de Montreal.
En diciembre de 2006 el costo del estadio finalmente fue pagado en su totalidad. El desembolso total (incluyendo reparaciones, renovaciones, construcción, intereses e inflación) fue de alrededor de 1500 millones $C.
Considerado por muchos como un elefante blanco, el estadio también ha sido apodado La Gran Deuda (The Big Owe), Uh-O o El Gran Error (The Big Mistake).

### Problemas
Aunque no fue completada a tiempo para los Juegos Olímpicos de 1976, la construcción de la torre se reanudó en los años 1980. Sin embargo, durante este periodo un gran incendio dañó a la torre, y más tarde en 1986 una gran parte de esta cayó sobre el terreno de juego mientras se celebraba un partido de béisbol.
En 1987 concluyó la instalación del techo replegable y anaranjado de kevlar, lo que puso final a las obras constructivas en el estadio después de una década; no obstante, poco después de que el techo fuera puesto en funcionamiento se rasgó en varias ocasiones debido a imperfecciones de diseño. En los meses siguientes sufrió más rasgaduras e incluso goteras durante las lluvias, permitiendo que entrara el agua al estadio.
Debido a que se reclamó que era una mala instalación deportiva para la práctica del béisbol, el Estadio Olímplico fue remodelado en 1991, y se retiraron 12 000 asientos para los juegos de los Expos.

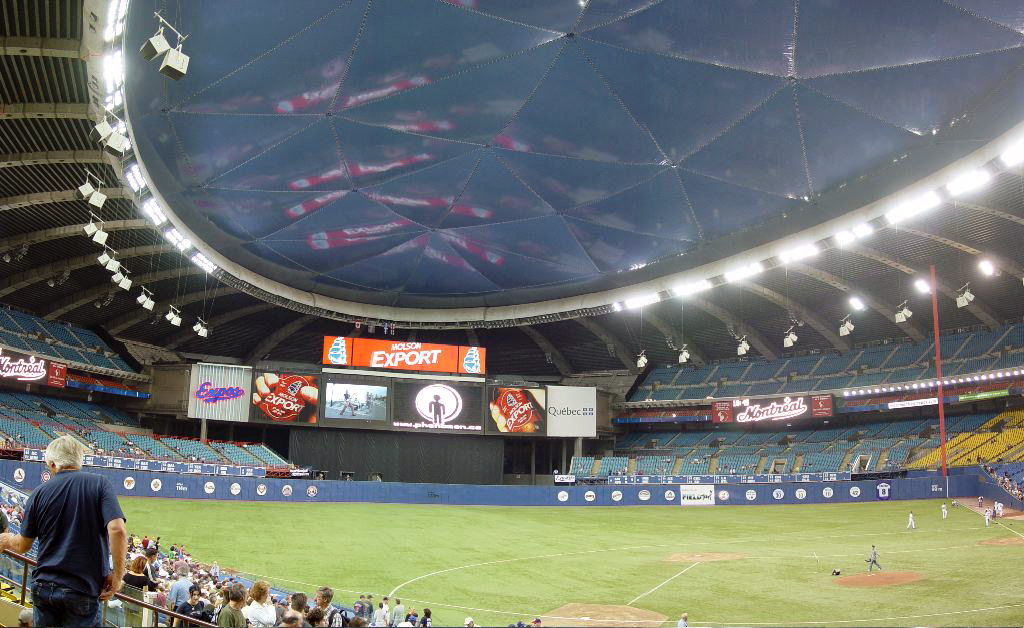
El Estadio Olímpico con su techo azul.

El 8 de septiembre de ese año, unas vigas de soporte se partieron y causaron que un bloque de concreto de 55 toneladas cayera sobre la parte exterior del estadio. No hubo heridos, pero los Expos tuvieron que trasladar sus 13 últimos juegos de locales de esa temporada a otras ciudades. Para la temporada de 1992, se decidió mantener siempre cerrado el techo. El techo de kevlar fue retirado en mayo de 1998, convirtiéndolo en un estadio al aire libre para la temporada de ese año. Más adelante fue instalado un techo azul opaco de 26 millones C$ que no era replegable.
En enero de 1999, una porción de 350 m² del techo colapsó, descargando hielo y nieve sobre unos trabajadores que estaban participando en el Salón del automóvil de Montreal. Esto causó que el salón se retirara del Estadio Olímpico para siempre. Reparado una vez más, el techo fue modificado para que reaccionara mejor ante las condiciones invernales. Se instaló una red de tuberías que circulaban agua caliente debajo del techo para que se derritiera la nieve. A pesar de estas medidas correctivas, el techo del estadio permanece cerrado durante el invierno. Los contratistas, fabricantes e ingenieros que participaron en la elaboración del techo han sido demandados por los fallos de este.
Debido a su costoso mantenimiento, los continuos problemas estructurales y el haber perdido su función primaria (ser un estadio de una liga profesional de béisbol) los estudios del gobierno recientemente se han enfocado en la viabilidad de demoler el estadio. Se estima que la demolición costaría unos 500 millones de dólares, debido a la complejidad de la estructura y su proximidad al tren subterráneo.

## Uso post-olímpico

### Fútbol canadiense
Los Montreal Alouettes de la Canadian Football League se convirtieron en el primer equipo profesional en utilizar el estadio después de los Juegos Olímpicos cuando se mudaron al inmueble a mitad de la temporada de 1976, y lo usaron hasta 1986. Este equipo regresó al recinto para las temporadas de 1996 y 1997, y actualmente solo lo usan para ciertos partidos de temporada regular y sus juegos de postemporada.
El estadio fue sede de la Grey Cup, el juego de campeonato de la CFL, en las ediciones de 1977, 1979, 1981, 1985, 2001 y 2008. El estadio tiene el récord de las nueve mayores asistencias para juegos de la CFL. La mayor asistencia a un partido se dio el 6 de septiembre de 1977, cuando 69 093 espectadores asistieron al juego entre los Alouettes y los Toronto Argonauts.

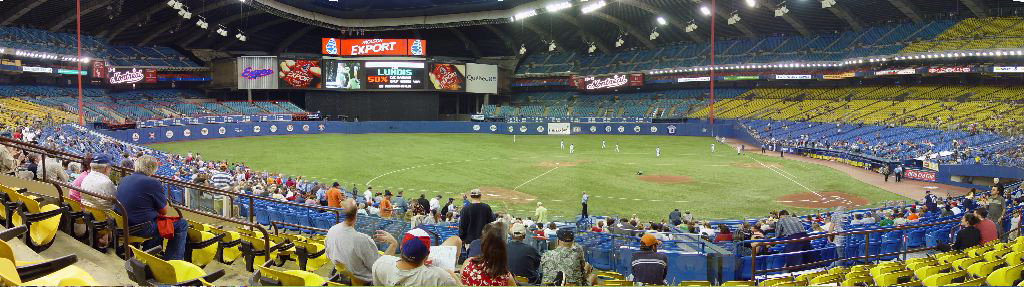
Vista panorámica del Estadio Olímpico.

### Fútbol americano
En 1991 y 1992, el estadio fue la casa del Montreal Machine de la World League of American Football. El World Bowl II se jugó el 6 de junio de 1992 en este recinto, partido en el que Sacramento Surge derrotó a Orlando Thunder 21-17 frente a 43 789 espectadores.

### Béisbol
En 1977, el estadio se convirtió en la casa de los Montreal Expos de la Liga Nacional, donde jugaron sus 81 partidos anuales de temporada regular hasta que la franquicia se trasladó a Washington D. C., después de la temporada de 2004. El 14 de abril de 1977 se jugó el primer partido de béisbol en el inmueble. Frente a 57 592 espectadores, los Expos perdieron 7-2 ante los Philadelphia Phillies. Los Expos jugaron cinco partidos de postemporada como locales en 1981; dos en contra de los Phillies y tres en la Serie de Campeonato de la Liga Nacional contra Los Angeles Dodgers. El 19 de octubre de ese año, los Expos perdieron el decisivo quinto juego, con marcador de 2-1. En 1982, el Juego de Estrellas de las Grandes Ligas de Béisbol fue celebrado en el Estadio Olímpico frente a 59 057 espectadores —un récord para partidos de béisbol en el estadio—. Antes de la temporada de 1992, se realizó una remodelación mayor del estadio de béisbol. El nuevo diseño puso a los espectadores más cerca de la acción y redujo la capacidad del inmueble a 46 000 personas. El 29 de septiembre de 2004, los Expos jugaron su último partido en Montreal, perdiendo 9-1 ante los Florida Marlins, frente a 31 395 espectadores.

### Fútbol
El estadio también fue la casa del equipo de fútbol Montreal Manic de 1981 a 1983. Para un partido de postemporada en 1981 ante el Chicago Sting se dieron cita más de 58 000 aficionados en el inmueble. Varios partidos de la Copa Mundial de Fútbol Sub-20 de 2007 se disputaron en el Estadio Olímpico y registraron las mejores entradas del torneo, incluyendo dos llenos totales de 55 800 espectadores.
El 25 de febrero de 2009 el estadio fue usado para un partido de Concacaf Liga Campeones entre el Montreal Impact y el Santos Laguna de México, con una impresionante entrada de 55 571 espectadores. En julio de 2009 albergó la Supercopa de Francia entre Bordeaux y Guingamp. En 2010, el Montreal Impact jugó un partido amistoso en el Estadio Olímpico ante el club italiano A.C. Milan ante 47 861 espectadores.
El estadio también acogió los cinco primeros partidos locales del debut de Montreal Impact en la Major League Soccer en 2012. Asistieron 58 912 espectadores al partido ante Chicago Fire y 60 860 espectadores al partido ante Los Angeles Galaxy. Asimismo, Montreal Impact jugó allí el partido local en el Campeonato Canadiense de Fútbol 2012.
En 2015, el Montreal Impact jugó la final de la Liga de Campeones de la Concacaf ante el América de México en el Estadio Olímpico ante 61 004 espectadores.
El estadio fue sede de varios partidos de la Copa Mundial Femenina de Fútbol Sub-20 de 2014, destacándose una semifinal y la final, así como la Copa Mundial Femenina de Fútbol de 2015, incluyendo uno de cuartos de final y una semifinal.

### Otros
El estadio también ha servido para muchos otros fines:
El 26 de agosto de 1977, el supergrupo de rock progresivo Emerson, Lake & Palmer grabó allí su álbum en directo "In Concert", junto a una orquesta sinfónica de 70 músicos y el director de orquesta Godfrey Salmon. La cubierta de dicho álbum muestra una impresionante imagen del estadio abarrotado durante dicho concierto.

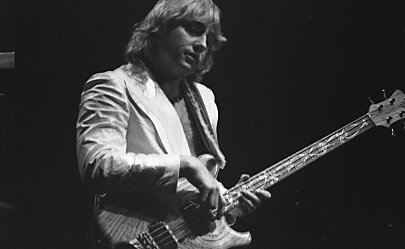
Greg Lake durante la gira de Emerson, Lake & Palmer de 1978.

La Asamblea de Renovación Carismática Católica tuvo lugar en presencia del Padre Emiliano Tardif en 1979, con la presencia de 70 000 personas.
El 11 de septiembre de 1984, el Papa Juan Pablo II participó en un rally juvenil celebrado en este recinto que registró la asistencia de unas 55 000 personas.
En 2005, ya que el estadio no era usado con regularidad, la superficie de FieldTurf del terreno de juego fue vendida en C$ 1 millón al BC Place Stadium de Vancouver, Columbia Británica, donde juegan los B.C. Lions de la CFL, estadio donde se realizaron las ceremonias de inauguración y clausura de los Juegos Olímpicos de Invierno de 2010.
El estadio fue usado para las ceremonias de apertura y clausura de la primera edición de los World Outgames en 2006, y es utilizado regularmente para otros eventos, como el Black and Blue Festival, uno de los eventos gay más importantes del mundo.
En el estadio se realizó una multitudinaria misa en homenaje por la canonización del hermano Andrés Bessette el 30 de octubre de 2010.

## Eventos

### Copa Mundial Femenina de Fútbol de 2015

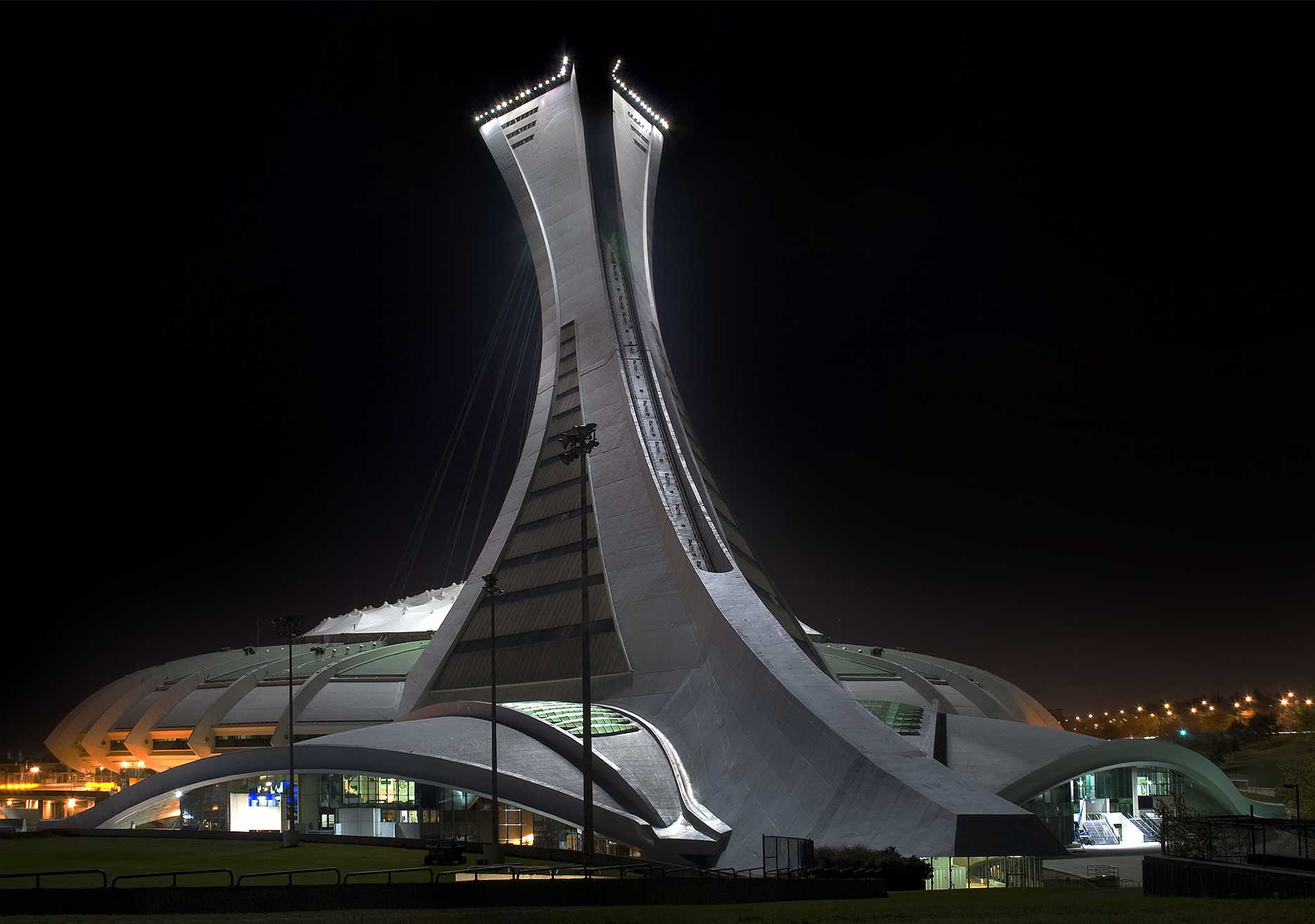
El estadio de noche.

El estadio albergó nueve partidos de la Copa Mundial Femenina de Fútbol de 2015.
| Fecha               | Selección #1   | Resultado      | Selección #2  | Ronda                 | Espectadores |
| ------------------- | -------------- | -------------- | ------------- | --------------------- | ------------ |
| 9 de junio de 2015  | Brasil         | 2–0            | Corea del Sur | Primera fase, Grupo E | 10 175       |
| 9 de junio de 2015  | España         | 1–1            | Costa Rica    | Primera fase, Grupo E | 10 175       |
| 13 de junio de 2015 | Brasil         | 1–0            | España        | Primera fase, Grupo E | 28 623       |
| 13 de junio de 2015 | Corea del Sur  | 2–2            | Costa Rica    | Primera fase, Grupo E | 28 623       |
| 15 de junio de 2015 | Países Bajos   | 1–1            | Canadá        | Primera fase, Grupo A | 45 420       |
| 15 de junio de 2015 | Inglaterra     | 2–1            | Colombia      | Primera fase, Grupo F | 13 862       |
| 21 de junio de 2015 | Francia        | 3–0            | Corea del Sur | Octavos de final      | 15 518       |
| 26 de junio de 2015 | Alemania       | 1–1 (5-4 pen.) | Francia       | Cuartos de final      | 24 859       |
| 30 de junio de 2015 | Estados Unidos | 2–0            | Alemania      | Semifinal             | 51 176       |